# Scolecobrotus uniformis
Scolecobrotus uniformis är en skalbaggsart som beskrevs av Lea 1916. Scolecobrotus uniformis ingår i släktet Scolecobrotus och familjen långhorningar. Inga underarter finns listade i Catalogue of Life.